# 124192 Moletai
124192 Moletai este un asteroid care intersectează orbita planetei Marte.

## Descriere
124192 Moletai este un asteroid care intersectează orbita planetei Marte. Asteroidul prezintă o orbită caracterizată de o semiaxă mare de 2,16 ua, o excentricitate de 0,28 și o înclinație de 5,8° în raport cu ecliptica.